# Akgün Kaçmaz
Akgün Kaçmaz (Ankara, 1935. február 19. – 2023. november 12.) válogatott török labdarúgó, hátvéd.

## Pályafutása
1951 és 1961 között a Fenerbahçe labdarúgója volt. A török válogatott tagjaként részt vett az 1954-es svájci világbajnokságon.

## Sikerei, díjai
Fenerbahçe SK
- Török bajnokság
  - bajnok: 1960–61